# Махатадзе, Георгий Александрович
Гео́ргий Алекса́ндрович Махата́дзе (род. 26 марта 1998, Ростов-на-Дону) — российский футболист, полузащитник клуба «Кубань».

## Карьера

### Клубная
Футболом начал заниматься в восемь лет (тренер в команде «Квадро» — Владислав Прудиус). 14 мая 2014 дебютировал в первенстве молодёжных команд в составе «Локомотива», за следующие два сезона провёл за команду 34 матча, забил четыре гола. В чемпионате России дебютировал 21 мая 2016 — в последнем туре вышел на замену на 88-й минуте в домашнем матче против «Мордовии» (3:0).
В июле 2016 года перешёл в казанский «Рубин». В апреле — мае 2017 года провёл три матча в чемпионате, выходя на замену в середине — концовке матчей. В январе 2018 года сообщалось о возможном уходе Махатадзе в аренду в клуб ФНЛ «Химки», но 22 февраля он был арендован до конца сезона командой «СКА-Хабаровск». Единственный матч провёл 11 марта — в гостевой игре против московского «Спартака» вышел на замену на 71-й минуте. Летом вернулся в «Локомотив» и стал выступать в ПФЛ за фарм-клуб «Локомотив-Казанка», стал капитаном команды. 19 февраля 2021 года по обоюдному согласию сторон был расторгнут контракт с московским «Локомотивом».
На правах свободного агента 21 февраля 2021 года заключил контракт с футбольным клубом «Ростов». 15 июня 2022 года подписал годичный контракт с клубом «Кубань».

### В сборной
В составе юношеской сборной России завоевал бронзовые медали чемпионата Европы (до 17 лет) 2015. Капитан сборной на чемпионате мира среди юношей 2015 в Чили; в последнем матче группового этапа против сборной ЮАР забил два гола, один из которых — с центра поля.